# Синдром на Сьогрен
Синдром на Сьогрен е системно автоимунно заболяване, засягащо екзокринните жлези, вътрешни органи и причиняващо ревматоиден артрит.
Основни симптоми са сухота в устата и сухи очи. Други симптоми могат да включват суха кожа, вагинална сухота, хронична кашлица, изтръпване на ръцете и краката, усещане за умора, болки в мускулите и ставите и проблеми с щитовидната жлеза. Засегнатите са с повишен риск (5%) от лимфом.